# Gyrophaena monticola
Gyrophaena monticola är en skalbaggsart som beskrevs av Thomas Casey 1906. Gyrophaena monticola ingår i släktet Gyrophaena och familjen kortvingar. Inga underarter finns listade i Catalogue of Life.